# Hoshihananomia notabilis
Hoshihananomia notabilis là một loài bọ cánh cứng trong họ Mordellidae. Loài này được M'Leay miêu tả khoa học năm 1887.